# غرين بارك (لندن)
غرين بارك (المنتزه الأخضر) هي حديقة عامة في مدينة وستمنستر وسط لندن، وهي إحدى الحدائق الملكية في لندن وتغطي 19 هكتار (47 فدان) بين حديقة هايد بارك وسانت جيمس، جنباً إلى جنب مع حدائق كنسينغتون وحدائق قصر باكنغهام. تمتد هذه الحدائق دون انقطاع من الأراضي المفتوحة ابتداء من وايتهول ومحطة فيكتوريا وصولا إلى كينسينجتون وتونينغ هيل. ولا توجد بها بحيرات أومباني كما تقل فيها المتاحف الأثرية على النقيض من الحدائق المجاورة لها، لا يوجد بها سوى تذكار كندا من قبل بيرل قرانتش ونافورة كونستانس. وتتكون الحديقة بأكملها من الأشجار الناضجة والأعشاب المرتفعة، والزهور الوحيدة المتجانسة فيها هي النرجس. يحد الحديقة من الجنوب دستور هيل ومن الشرق ممشى الملكة ومن الشمال البيكاديلي. تلتقي حديقة سانت جيمس في حدائق الملكة مع تذكار فكتوريا الموجود في منتصفها والمقابل لمدخل قصر باكنغهام. يتواجد في الجنوب طريق المجمع الرسمي، ومباني قصر سانت جيمس وكلارنس هاوس من الشرق. أما محطة قطار الأنفاق جرين بارك فهي نقطة تقاطع رئيسية لخطوط بيكاديلي وفكتوريا واليوبيل بالقرب من الطرف الشمالي لممشى الملكة.

## التاريخ
يقال أن الحديقة في الأصل كانت مقبرة لمرضى الجذام من مستشفى قريب في سانت جيمس، وقد أغلقت لأول مرة في القرن السادس عشر عندما أصبحت جزءا من ممتلكات عائلة بولينتني، وفي عام 1668 م، عرفت مناطق ممتلكات بولينتي باسم ساندبت فيلد (الحفرة الرملية) وسلمت إلى تشارلز الثاني الذي جعل الجزء الأكبر من الأرض حديقة ملكية كالجزء العلوي من «حديقة سانت جيمس» وتمت إحاطتها بجدران مبنية من الطوب. وقد وضع أيضاً ممشاً رئيسياً للحديقة كما بنى مخازناً للثلج لتبريد المشروبات في فصل الصيف. وقد وضع ممشى للملكة جورج كارولين الثانية، لذلك سمي خزان مياه الشرب لقصر سانت جيمس باسم حوض الملكة. في ذلك الوقت كانت الحديقة على مشارف لندن وظلت منطقة معزولة حتى القرن الثامن عشر عندما كانت تعرف بأنها موقع لمطاردة اللصوص وقطاع الطرق. كان هوراس ولبول واحدا من العديد الذين تمت سرقتهم هناك. وكان هناك أيضا مكان شعبي للعروض والألعاب النارية خلال القرنين الثامن عشر والتاسع عشر. أما موسيقى هندل الملكية للألعاب النارية فقد أُلفت خصيصاً لاحتفال الألعاب النارية الذي أقيم في جرين بارك عام 1749م. أيضا كانت تعرف الحديقة بأرض المبارزة وفي عام 1730م، وقعت مبارزة سيئة بين وليام بولتيني الأول من إيرل باث وجون هيرفي الأول من بريستول. أما بالنسبة لمناظر جون ناش الطبيعية في الحديقة فقد اعتبرت في عام 1820م ملحقات لحديقة سانت جيمس. كما كان بجوار الحديقة موقعة لمحاولة إغتيال الملكة فكتوريا على يد إدوارد اكسفورد في العاشر من يونيو من عام 1840م. كان هناك ممرات للحكومة ومكاتب تربط القصور القريبة بالجانب الشرقي من جرين بارك التي لاتزال منحدرة إلى نحو الجنوب وهي واضحة للعيان على أطراف جرين بارك وحديقة سانت جيمس مع الأسطح الزجاجية تحت مستوى سطح الأرض. أما الغرف فكان يعتقد بأنها ستكون تحويلات لبعض الأنفاق التي بنيت كجزء من غرف الحرب من الحرب العالمية الثانية. ولا يزال تيار تيبرن يجري تحت جرين بارك.

## الأروقة
- جرين بارك ودستور هيل
- جرين بارك لندن
- بوابة كندا وتقع في الجانب الجنوبي من الحديقة
- تذكار بير جاناش كندا، في جرين بارك بالقرب من قصر باكنغهام
- جرين بارك وسانت جيمس بارك 1833
- قصر باكنغهام الذي يرى من جرين بارك

## معرض صور

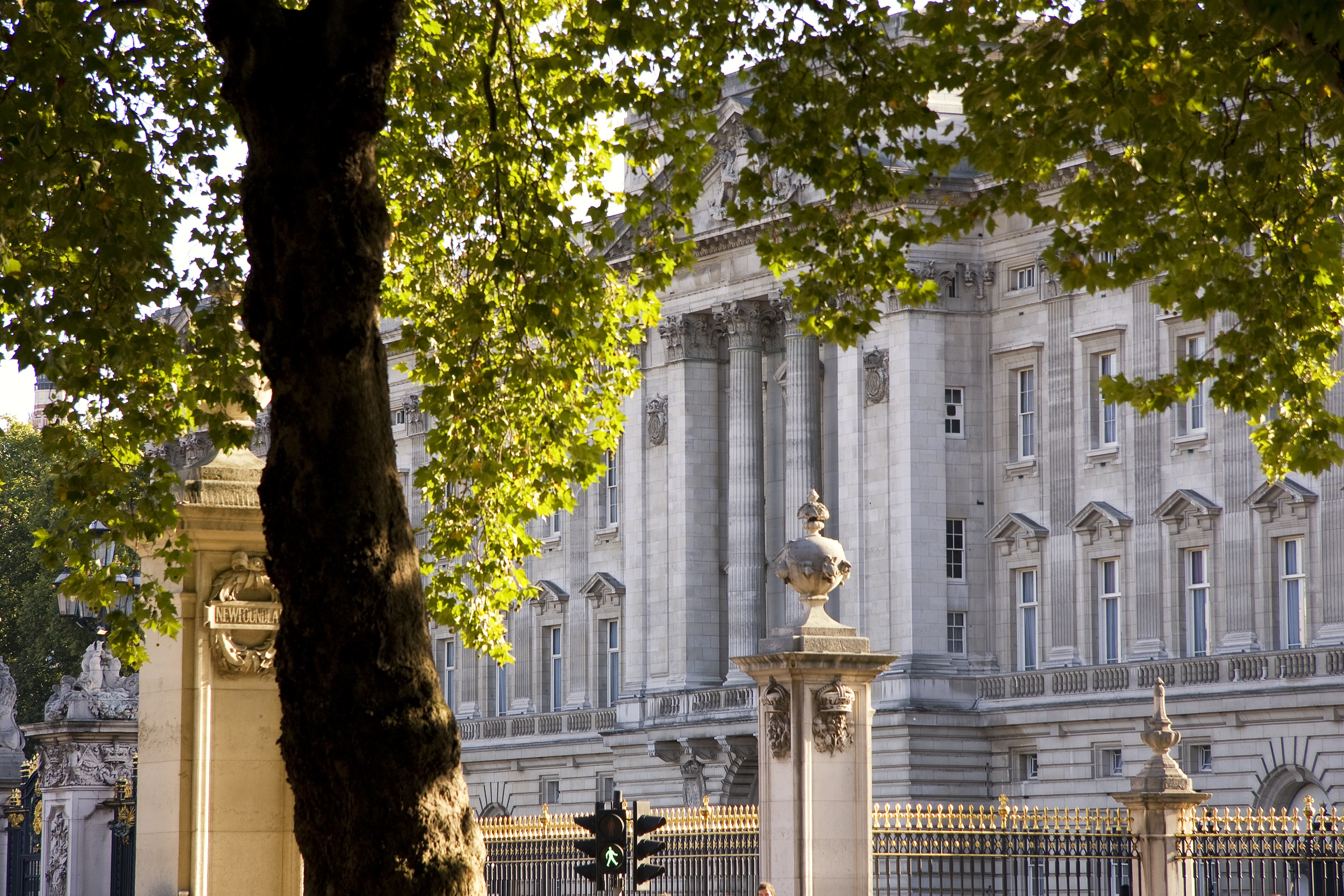
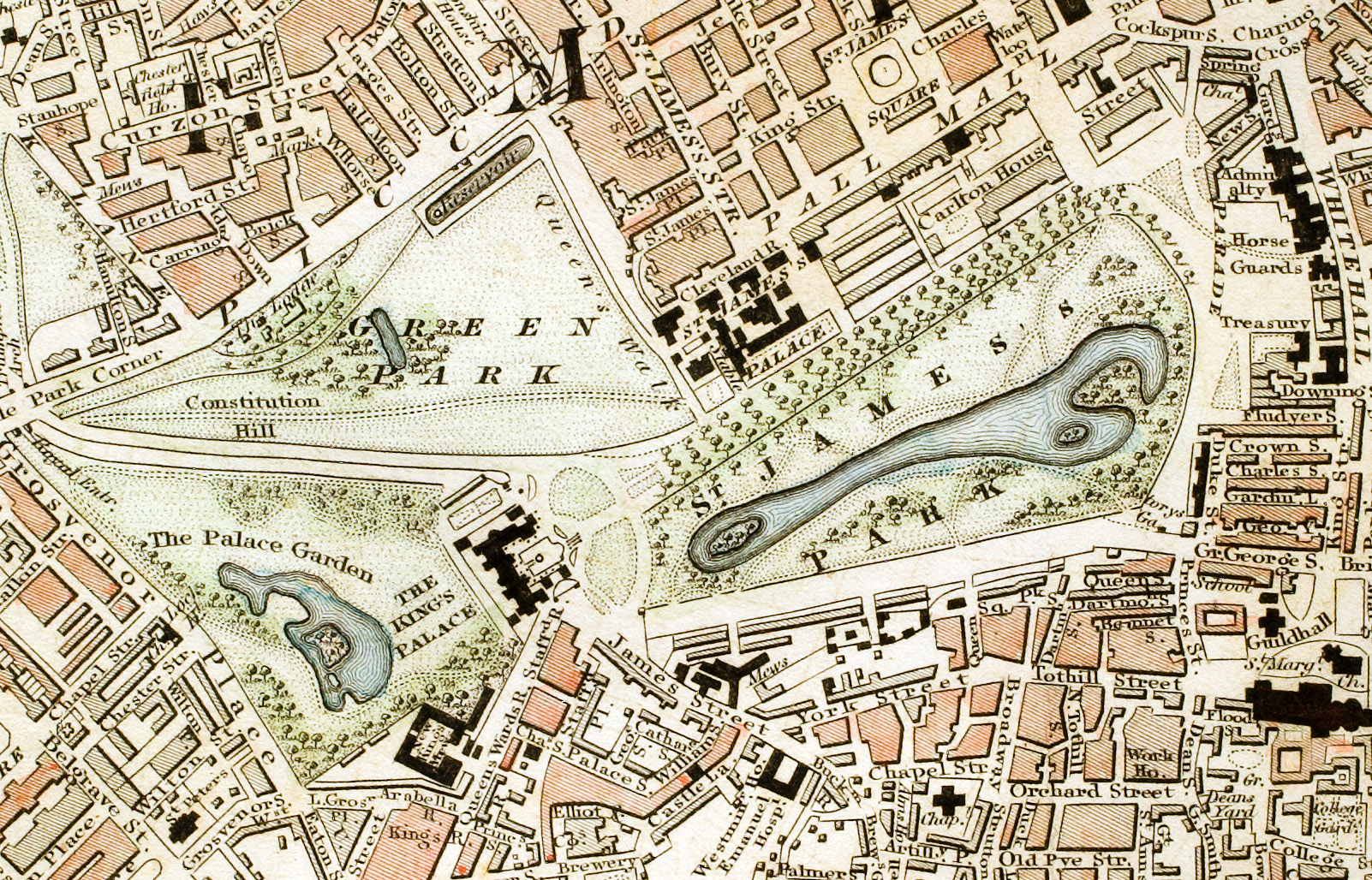
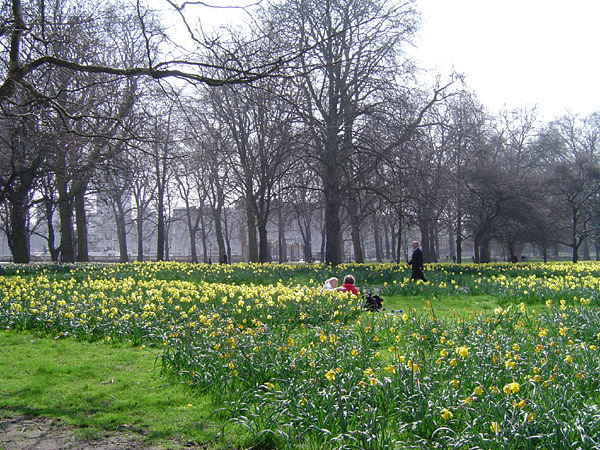
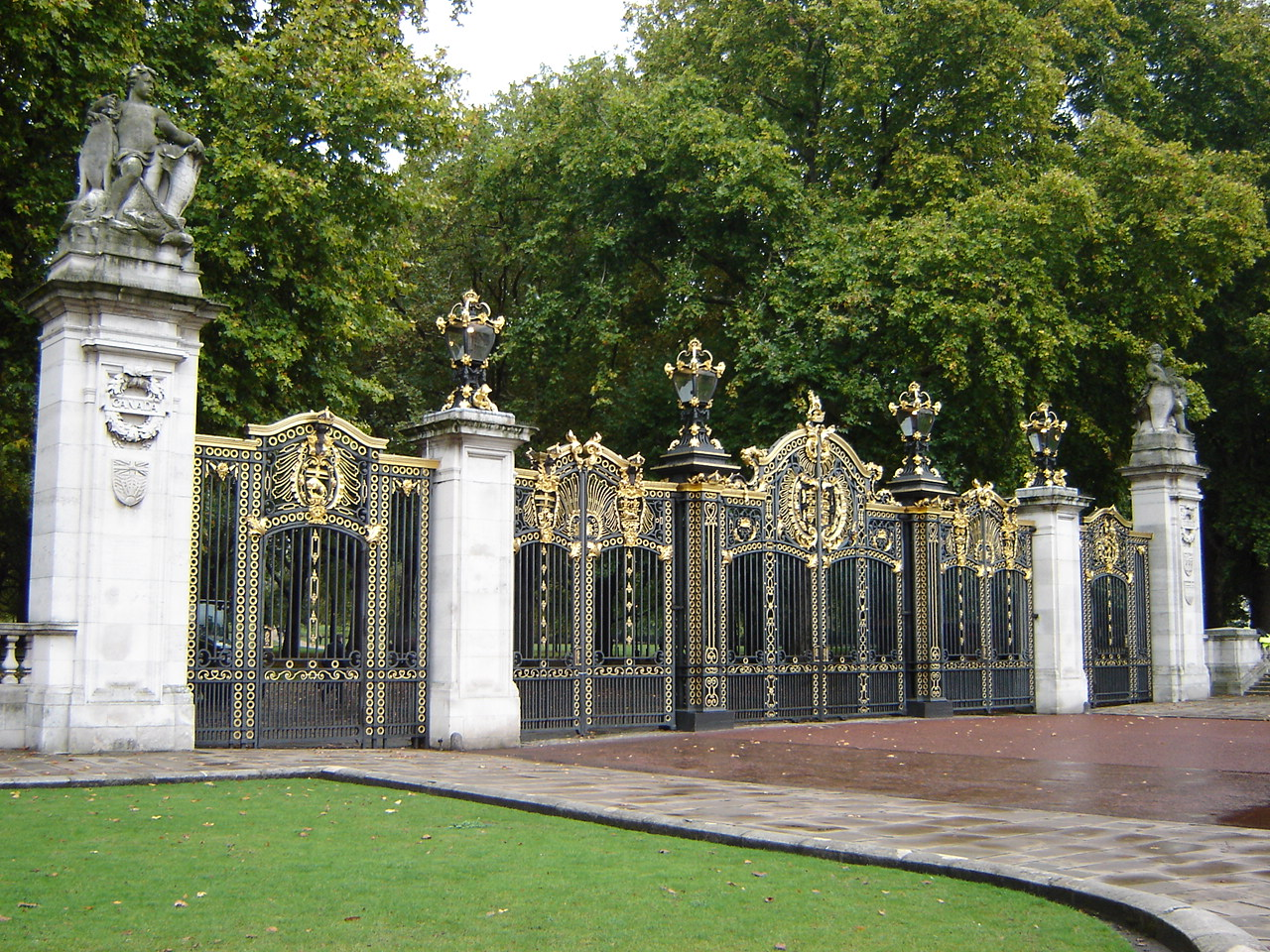
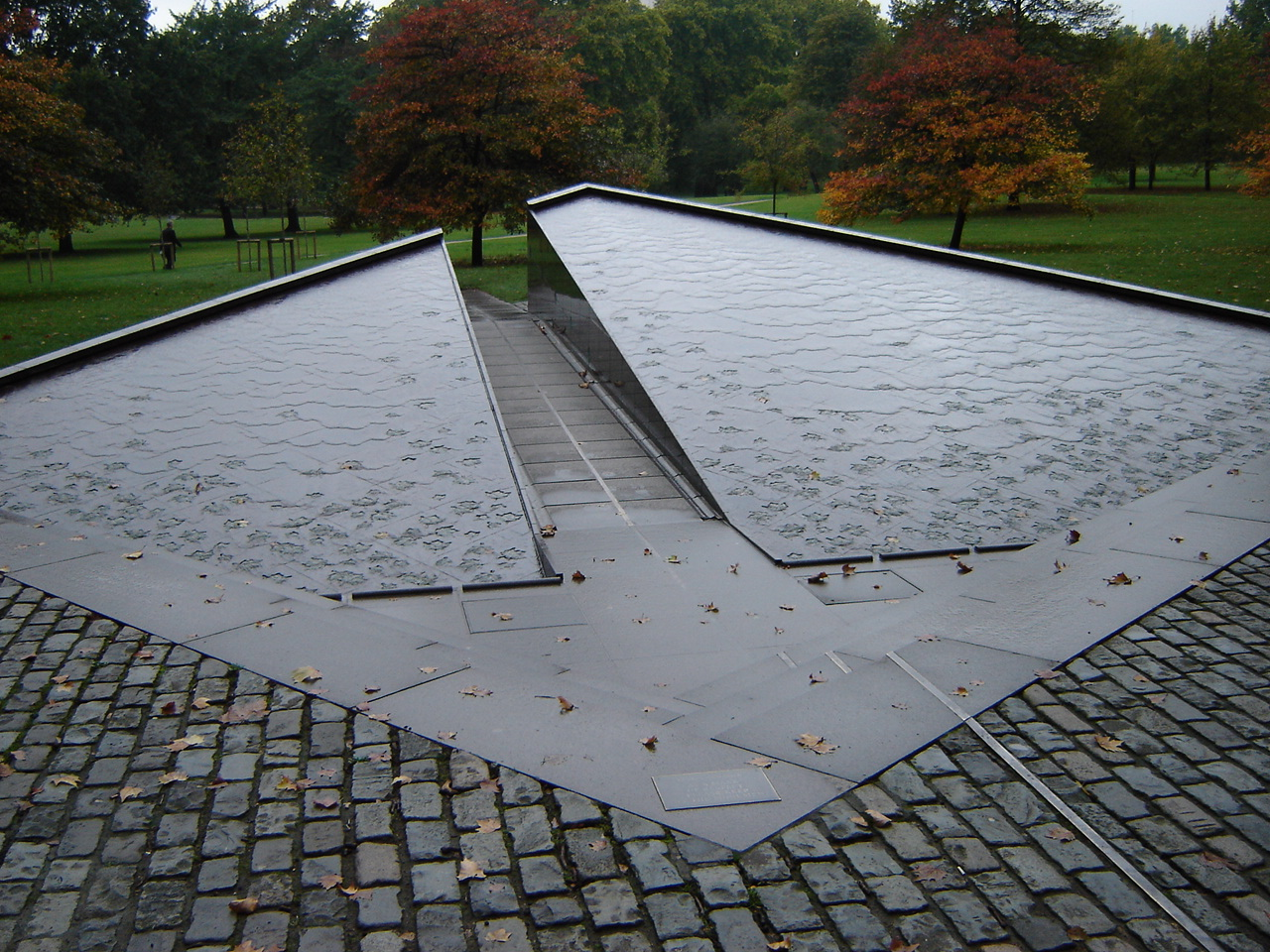
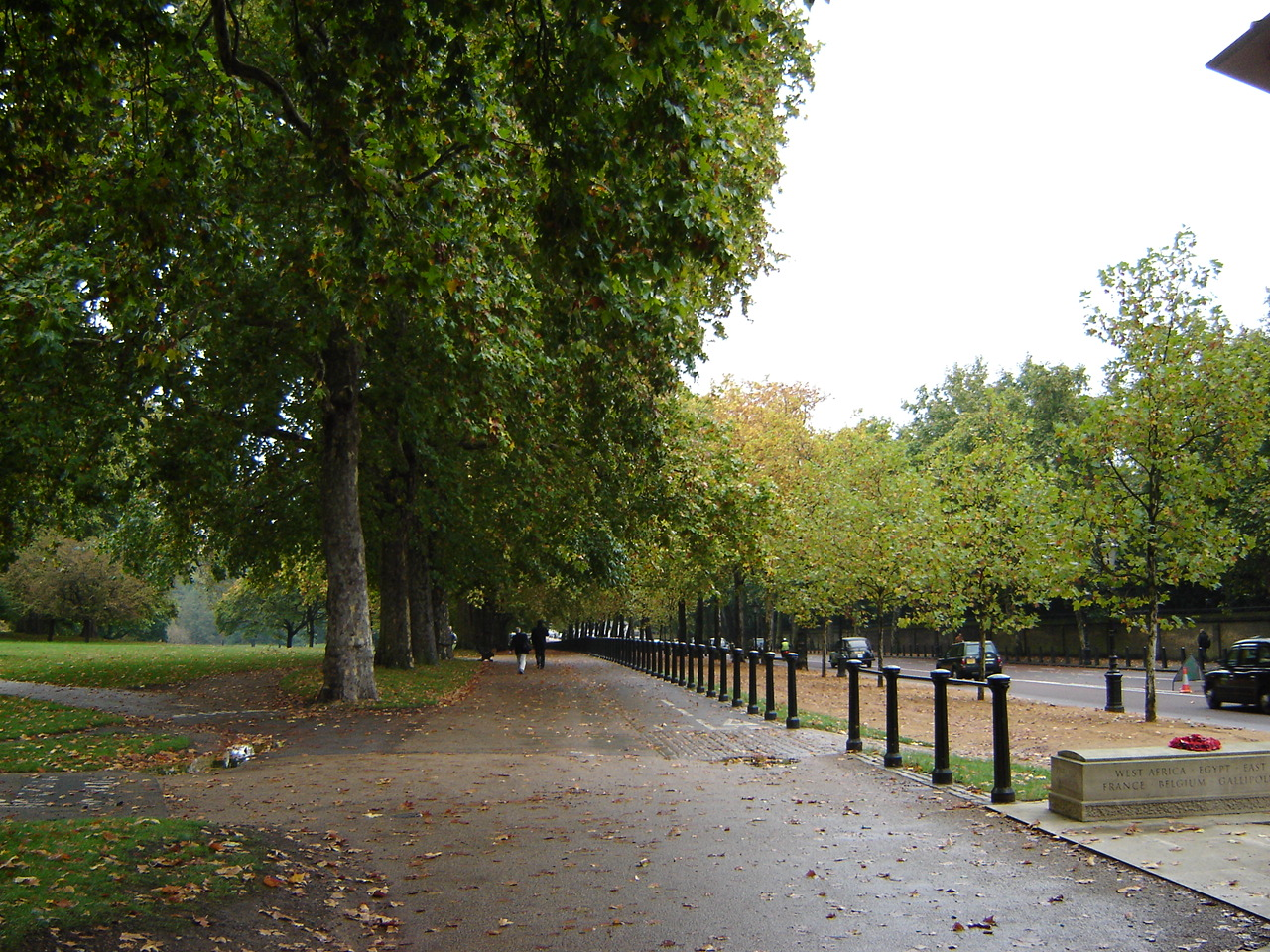

## روابط خارجية
- الموقع الرسمي للحدائق الملكية: غرين بارك نسخة محفوظة 13 أبريل 2006 على موقع واي باك مشين.
- جولة افتراضية في غرين بارك